# هراء أدبي

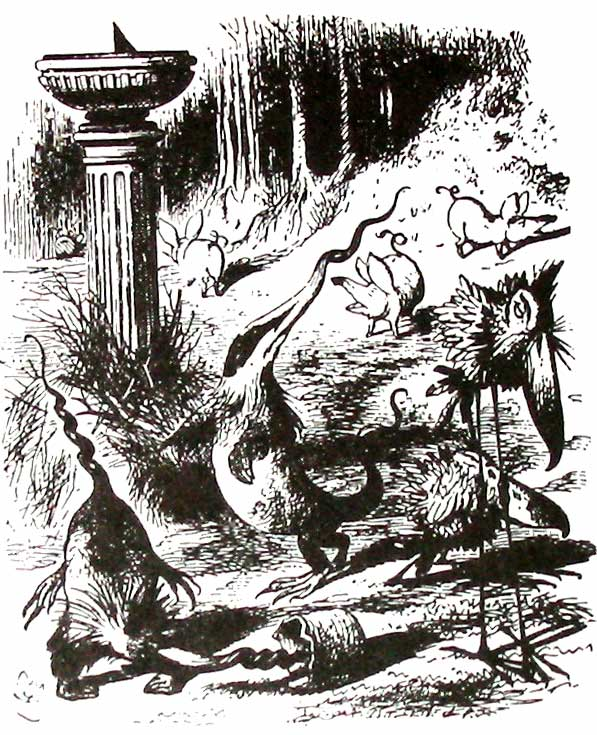
تصوير جون تينييل لمخلوقات الهراء في رواية الجبردق للكاتب لويس كارول

الهراء الأدبي أو أدب الهراء هي فئة أدبية واسعة توازن بين العناصر العقلانية والعناصر المنافية للعقل، ضاربًا بأعراف اللغة ومبادئ التعليل المنطقي عرض الحائط. رغم أن أكثر أشكال الهراء الأدبي شهرةً هو الهراء الشعري، إلا أن هذا النوع من الأدب يظهر كذلك في أنواع عديدة أخرى من النصوص الأدبية.
يظهر تأثير الهراء في الأدب في كثير من الأحيان بسبب كثرة المعاني وليس قلتها. ويعتمد حسه الفكاهي على طبيعته المنافية للعقل وليس على المزاح أو سرد النكات الظريفة.

## تاريخ
يستمد الهراء الأدبي أسلوبه وفحواه من مصدرين أدبيين رئيسيين: أولهما وأقدمهما التقاليد الشعبية اللفظية التي تشمل الألعاب، والغناء، والدراما، والإيقاعات، مثل أغنية الأطفال «هاي ديدل ديدل». تمثل الشخصية الأدبية المتمثلة في الإوزة الأم تجسيدًا شائعًا لهذا الأسلوب من الكتابة.
أما مصدر الهراء الأدبي الثاني الحديث نسبيًا فهو يتمثل في السخافات الفكرية التي نسجها شعراء البلاط، والعلماء، والحكماء بمختلف أنواعهم. ألف هؤلاء الكتاب عادةً نوعًا من الهراء متقن الصنع في صورة مقطوعات ساخرة لاتينية، وتحريفات دينية، وتهكمات سياسية. تختلف تلك النصوص عن أصناف السخرية العادية في مؤثراتها المنافية للعقل المبالغ فيها.
يستمد الهراء الأدبي في العصر الحديث أسلوبه من الجمع بين المصدرين معًا. طور إدوارد لير هذا النوع من الأدب الهجين وساهم في انتشاره إن لم يكن أول من يشارك في كتابته، ومن بين الأمثلة على ذلك قصائده اللمركية العديدة، وعدة نصوص شهيرة أخرى مثل البومة والقطة، والدونغ ذو الأنف المضيئة، وجامبليز، وقصة الأطفال الأربعة الصغار الذين طافوا حول العالم. صمدت تلك النزعة في الأدب بفضل الكاتب لويس كارول الذي حول الهراء الأدبي إلى ظاهرة عالمية بروايته الشهيرة «مغامرات أليس في أرض العجائب» (1865)، و«عبر المرآة» (1871). وتُعد قصيدة جابروكي لكارول مثالًا حيًا على الهراء الأدبي.

## نظرية
تتزن العناصر المتوافقة مع اللغة والمنطق في الهراء الأدبي مع العناصر المنافية للعقل. تشمل العناصر العقلانية علم المعاني، والنحو، والصوتيات، والأسيقة، والتمثيل، وفن اختيار اللفظ. يتميز هذا النوع من الأدب باستخدامه عدة أساليب و أدوات بلاغية لتحقيق التوازن بين العقلانية واللاعقلانية، مثل الربط بين المسببات ونتائجها بطريقة خاطئة، ونحت الألفاظ واستحداثها، وعكس ترتيب الكلمات أو ترتيب الحروف، والثرثرة بكلام غير مفهوم، والتزامن، وتعارض الصور مع الكلام، والعشوائية، والتكرار اللامتناهي، والتقليد الأعمى، والاختلاس. تستعين أعمال الهراء الأدبي كذلك بالحشو اللاعقلاني، والمضاعفة، والدقة المنافية للعقل. ويُشترط على نصوص الهراء الأدبي أن تتغلغل الأساليب المنافية للعقل داخل نسيجها الأدبي بغزارة. إذا استعان النص بالأساليب المنافية للعقل في بعض المواضع فقط دونًا عن غيرها، فهو لا يُعد إذًا ضربًا من الهراء الأدبي حتى وإن ظهرت بعض المؤثرات المنافية للعقل في بعض أجزاءه. على سبيل المثال، لجأ لورنس ستيرن إلى استخدام أسلوب الثرثرة بكلام غير مفهوم في كتاب «حياة تريستام شاندي وآراءه» عن طريق إضافة صفحة خالية تمامًا من أي نص، ولكن بصرف النظر عن ذلك تتبع تلك الرواية قواعد المنطق بشكل سليم ولا تُعد ضربًا من الهراء الأدبي. أما رواية «رجل الشرطة الثالث» التي ألفها فلان أوبراين فهي مليئة بالأساليب المنافية للعقل في جميع صفحاتها، ولذا فهي تعد رواية منافية للمنطق.